# Tōji Kamata
Tōji Kamata (鎌田東二), né le 20 mars 1951 à Anan et mort le 30 mai 2025, est un universitaire japonais spécialisé dans la philosophie et les religions. Docteur en lettres et philosophie de l’université de Kokugakuin en 1980, ainsi que docteur en étude des religions à l’université de Tsukuba en 2001, il enseigne au lycée Kinjo, à l’université Kokugakuin puis à la faculté de médecine de Musashigaoka. Depuis 2003, il est professeur à l’université de Kyōto,.
Ses travaux portent principalement sur l’étude de la spiritualité et des religions japonaises (shinto, bouddhisme, shinshukyo...) ; il fait partie d’un courant d’intellectuels traditionalistes qui arguent de la supériorité de ces dernières sur les religions occidentales, par leurs aspects intimistes et multiples,. Il étudie également la mythologie japonaise.
Parmi ses ouvrages figurent Shinkai no fīrudowāku (神界のフィールドワーク――霊学と民俗学の生成』青弓社) (1987), essai philosophique sur le monde des esprits, et Shūkyō to reisei (宗教と霊性』角川選書) (1995), qui s’attache à l’histoire des religions japonaises.
Il est également un membre fondateur de l’International Shinto Foundation (Shinto kokusai gakkai) en 1994.